# André Coisne
Pour les articles homonymes, voir Coisne.
André Coisne, né le 9 mai 1961 à Lille (Nord) est un entrepreneur français. 
Il est le fondateur d'Humpact.

## Biographie

### Origines et formation
André Coisne naît à Lille puis passe sa jeunesse dans les Hauts-de-France.
Après des classes préparatoires au lycée Louis-le-Grand (Paris), il entre à l'ESCP Business School, dont il obtient le diplôme en 1983. 

### Carrière

#### Le monde de la banque
Après un début de carrière chez Accenture, André Coisne rejoint le monde de la banque en 1987 chez Citibank, où il occupe plusieurs fonctions marketing. En 1994, il continue son expérience chez Fidelity Investments, le fonds américain.

#### Les néo-banques
En 2000, il rejoint ING pour lancer la filiale d'ING Direct en France en qualité de directeur général. Il gérera la banque en ligne jusqu'en juin 2008. 
En septembre 2008, il rejoint le Crédit agricole et lance BforBank, la banque en ligne des Caisses régionales.
En 2016, il lance Orange Bank, la banque du groupe Orange et de Groupama, qu'il dirige jusqu'en octobre 2018.

#### De la banque au monde l'investissement à impact social
En juillet 2019, convaincu que l’emploi est le principal moteur d’impact sociétal des entreprises, il fonde Humpact, agence de notation extra-financière qui mesure l'impact des sociétés cotées sur l'emploi en France.

#### Bénévolat
Depuis 2005, André Coisne est membre du conseil d'administration de Réseau Entreprendre Paris où il accompagne des entrepreneurs.